# Spencer (Massachusetts)
Spencer é uma vila localizada no condado de Worcester no estado estadounidense de Massachusetts. No Censo de 2010 tinha uma população de 11.688 habitantes e uma densidade populacional de 132,7 pessoas por km².

## Geografia
Spencer encontra-se localizado nas coordenadas 42° 14′ 50″ N, 71° 59′ 31″ O. Segundo o Departamento do Censo dos Estados Unidos, Spencer tem uma superfície total de 88.08 km², da qual 85.04 km² correspondem a terra firme e (3.45%) 3.04 km² é água.

## Demografia
Segundo o censo de 2010, tinha 11.688 pessoas residindo em Spencer. A densidade populacional era de 132,7 hab./km². Dos 11.688 habitantes, Spencer estava composto pelo 96.24% brancos, o 0.63% eram afroamericanos, o 0.22% eram amerindios, o 0.72% eram asiáticos, o 0.07% eram insulares do Pacífico, o 0.87% eram de outras raças e o 1.24% pertenciam a duas ou mais raças. Do total da população o 2.87% eram hispanos ou latinos de qualquer raça.